# Victor Hope, 2.º Marquês de Linlithgow
Victor Alexander John Hope, 2º Marquês de Linlithgow ou simplesmente Linlithgow., KG, KT, FRSE, GCSI, GCIE, OBE, TD, PC, DL, LLD (Queensferry, 24 de setembro de 1887 – Queensferry, 5 de janeiro de 1952) foi um estadista britânico que serviu como governador-geral e vice-rei da Índia de 1936 a 1943.

## Início da vida e da família
Hope nasceu em Hopetoun House, na Escócia, em 24 de setembro de 1887. Ele era o filho mais velho de John Adrian Hope, 7º Conde de Hopetoun, depois 1.º Marquês Linlithgow, e Hersey Everleigh-de-Moleyns, filha do quarto Barão Ventry; a sua madrinha foi a Rainha Victoria. Hope foi educado no Colégio Eton. Em 29 de fevereiro de 1908, aos 21 anos, sucedeu a seu pai como o 2.º Marquês Linlithgow.

## Início de carreira
Linlithgow serviu como oficial na Frente Ocidental durante a Primeira Guerra Mundial, com o posto de coronel. Ele comandou um batalhão dos Royal Scots. Ele foi mencionado em diversos despachos de oficiais da época e chegou a ser nomeado Oficial da Ordem do Império Britânico.
Em seguida, atuou em pequenos cargos e papéis nos governos conservadores da década de 1920 e 30. De 1922 até 1924, ele serviu como o chefe civil do Almirantado. Ele também foi também presidente da Liga da Marinha, de 1924 até 1931, e do Conselho de Investigação Médica e do órgão de gestão do Imperial College de Londres. Linlithgow também presidiu a comissão sobre a distribuição e os preços da produção agrícola e foi ainda presidente da Faculdade de Agricultura de Edimburgo e do Leste da Escócia, até 1933. Em 1926, ele foi presidente da Comissão Real sobre a Agricultura na Índia, publicando conclusões e relatórios em 1928. Uma década mais tarde, ele se tornou Vice-rei da Índia, mostrou um interesse pessoal na área de nutrição, que foi para o topo da agenda de pesquisa". Na década de 1930 ele foi também presidente da comissão Indiana de reforma constitucional.

## O vice-rei

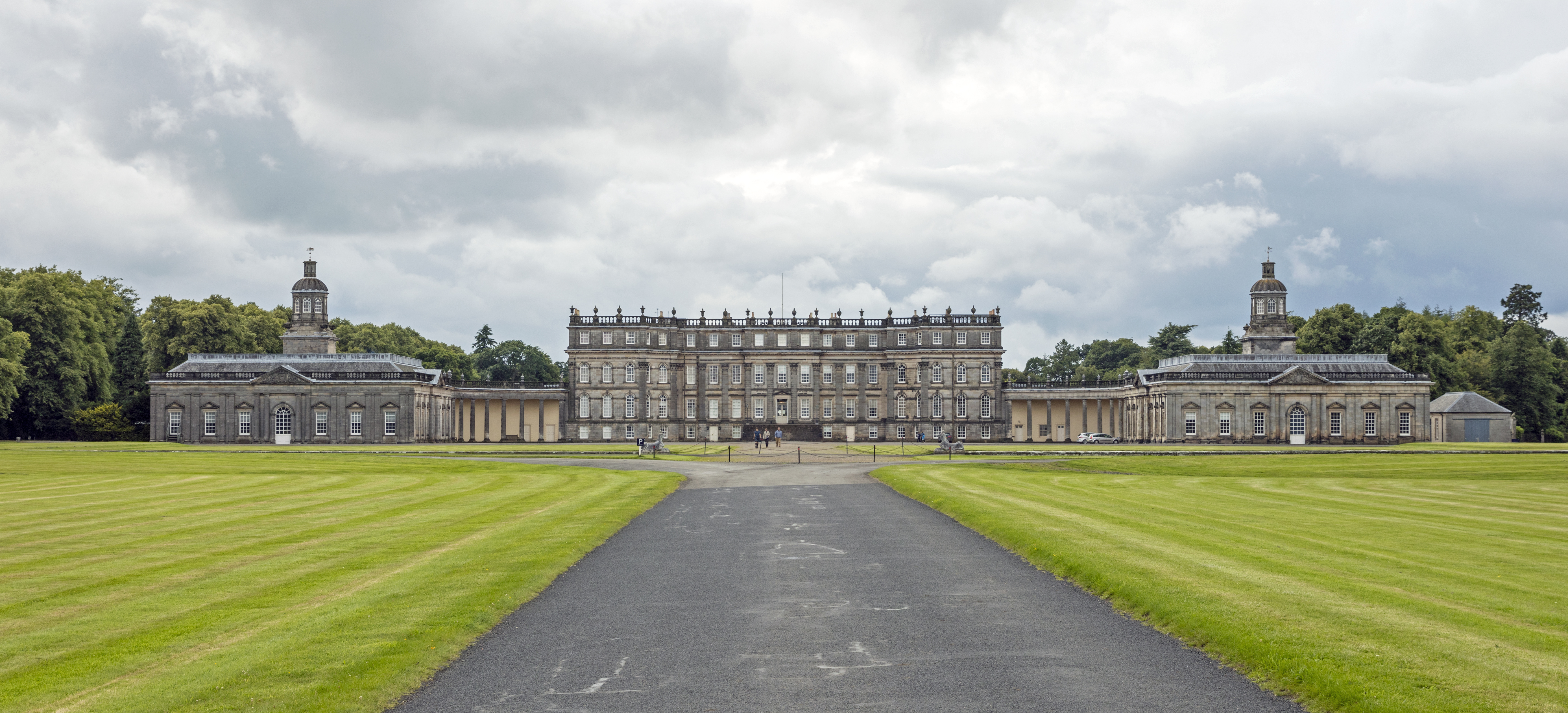
A Hopetoun House

Tendo recusado anteriormente o governo do território da Austrália (seu pai foi o primeiro Governador-Geral da Austrália, então ele teve certas facilidades em receber este convite), ele tornou-se o Vice-rei da Índia, sucedendo ao Marques de Willington. Chegou à India, com sua esposa, filhas e pessoal em 17 de abril de 1936.
Em 8 de agosto de 1940, Hope fez uma declaração em nome do governo Britânico em que ofereceu mais direitos no governo da Índia para os indianos comuns, contudo, a proposta foi rejeitada pela maioria dos políticos indianos, incluindo o Partido do Congresso e até a Liga Muçulmana.
Durante o Vice-reinado de Hope, surgiram litígios entre a administração Britânica e o Congresso, tal levou à maciça desobediência civil indiana, liderada por Mahatma Gandhi, através de uma campanha clamando pela saída dos britânicos da Índia. Linlithgow suprimiu os distúrbios, prendendo os líderes do Congresso, evidentemente a situação não foi resolvida a longo prazo e a Índia conseguiria independência. Pela atitude autoritária, Hope é considerado parcialmente culpado pela fome de 1943 em Bengala.

## Aposentadoria
Hope aposentou-se em 1943, após sete anos de mandato como vice-rei, tendo sido a mais longo da história da índia britânica. Ele foi elogiado por seu desempenho a frente da função por alguns colegar britânicos, contudo evidentemente que a desobediência cívil causou a queda de Linlithgow.

## Títulos e Estilos
- 1887-1902: Victor Alexandre,John Hope, Visconde Aithrie[7]
- 1902-1908: Victor Alexandre John Hope, Conde de Hopetoun[7]
- 1908-1917: O muito Honorável Marquês de Linlithgow[7]
- 1917-1919: O muito Honorável Marquês de Linlithgow, TD[7]
- 1919-1928: O muito Honorável Marquês de Linlithgow, OBE, TD[7]
- 1928-1929: O muito Honorável Marquês de Linlithgow, KT, OBE, TD[7]
- 1929-1935: O muito Honorável Marquês de Linlithgow, KT, GCIE, OBE, TD[7]
- 1935-1936: O muito Honorável Marquês de Linlithgow, KT, GCIE, OBE, TD, PC[7]
- 1936-1943: Sua Excelência, O muito Honorável Marquês de Linlithgow, Vice-rei e Governador-Geral da Índia, KT, GCSI, GCIE, OBE, TD, PC[7]
- 1943-1952: O muito Honorável Marquês de Linlithgow, KG, KT, GCSI, GCIE, OBE, TD, PC[7]
  - na Escócia: Maio de 1944, de Maio de 1945: Sua Graça, O Senhor Alto Comissário[7]

## Família
Em 19 de abril de 1911, casou-se com Doreen Maud Milner (1886-1965), a filha mais nova de Sir Frederick Milner. Eles tiveram dois filhos e três filhas:
- Charles Frederick William Hope, 3º Marquês de Linlithgow (7 de abril de 1912 – 1987); sucedeu o pai como Marquês[3]
- John Hope, 1º Barão Glendevon (7 de abril de 1912 – 18 de janeiro de 1996); tornou-se um político Conservador e se casou com a filha do escritor inglês W. Somerset Maugham[3]
- Lady Anne Adeline (nascida em 27 de janeiro de 1914)[3]
- Lady Joana Isabel (nascida em 21 de setembro de 1915)[3]
- Lady Doreen Hersey Winifred (nascido em 17 de junho de 1920), a mãe de Lucinda Verde, uma famosa praticante de Hipismo.[3]